# بني الزين (حجة)
بني الزين هي إحدى قرى الجمهورية اليمنية. تتبع جغرافيا لمحافظة حجة وإداريًا لمديرية حيران. يبلغ تعداد سكانها 1536 نسمة حسب الإحصاء الذي أجري عام 2004.